# بوچی هویوس
بوچی هویوس (انگلیسی: Bochy Hoyos؛ زادهٔ ۲۰ دسامبر ۱۹۸۳) بازیکن فوتبال اهل آرژانتین است.
از باشگاه‌هایی که در آن بازی کرده‌است می‌توان به باشگاه فوتبال آترومیتوس و باشگاه فوتبال بارسلونا بی اشاره کرد.